# Ambilobe (district)
Ambilobe is een district van Madagaskar in regio Diana. Het district telt 204.804 inwoners (2011) en heeft een oppervlakte van 7.714 km², verdeel over 15 gemeentes. De hoofdplaats is de stad Ambilobe.